# Pterostichus chameleon
Pterostichus chameleon – gatunek chrząszcza z rodziny biegaczowatych i podrodziny dzierowatych.

## Taksonomia
Gatunek ten opisany został po raz pierwszy w 1850 roku przez Maximiliena Chaudoira pod nazwą Feronia submetallica. Okazała się ona jednak być młodszym homonimem, w związku z czym za ważny uznaje się epitet nadany w  1866 roku przez Wiktora Moczulskiego w kombinacji Lagarus chameleon.

## Morfologia
Chrząszcz o wydłużonym ciele długości od 6,1 do 7,7 mm. Ubarwienie ma czarne z rudymi członem pierwszym oraz nasadami członów drugiego i trzeciego czułków oraz z rdzawoczerwonymi do brązowoczerwonych odnóżami, najczęściej z lekkim ciemnozielonkawym połyskiem metalicznym na wierzchu ciała, ale czasem bez połysku. Głowa wyposażona jest w dwie pary szczecinek nadocznych (supraorbitalnych). Zarys przedplecza ma lekko zafalowane krawędzie boczne. Pokrywy mają całkowicie obrzeżone podstawy, od dwóch do czterech chetoporów (punktów szczecinkowych) dyskalnych w trzecim międzyrzędzie, niekiedy pojedynczy chetopor dyskalny w międzyrzędzie piątym oraz pozbawione są rządków przytarczkowych. Skrzydła tylnej pary są w pełni wykształcone. Odnóża cechują się stopami z pośrodkowymi rowkami podłużnymi na wierzchu członów oraz pozbawionym szczecinek członie ostatnim.

## Ekologia i występowanie
Owad rozmieszczony na nizinach. Zasiedla stanowiska wilgotne, zarówno zacienione, jak i nasłonecznione, w tym doliny rzeczne, lasy zalewowe, pobrzeża mokradeł i wód płynących. Często znajdowany jest wśród napływek.
Gatunek palearktyczny, znany z Austrii, Włoch, Polski, Czech, Słowacji, Węgier, Mołdawii, Rumunii, Grecji oraz południowoeuropejskiej i zachodniosyberyjskiej części Rosji oraz północnego Kazachstanu.
W Polsce gatunek ten obserwowano tylko pojedynczo na przełomie XIX i XX wieku. W Bohemii owad bardzo rzadki, a na Morawach rzadki. Na „Czerwonej liście gatunków zagrożonych Republiki Czeskiej” umieszczony jest jako gatunek zagrożony wymarciem (EN). Na Słowacji widywany rzadko lub sporadycznie.